# Russell Mockridge
Edward Russell Mockridge (Melbourne, 18 de julio de 1928-Clayton, 13 de septiembre de 1958) fue un deportista australiano que compitió en ciclismo en las modalidades de pista y ruta.
Participó en dos Juegos Olímpicos de Verano, obteniendo dos medallas de oro en Helsinki 1952, en las pruebas de kilómetro contrarreloj y tándem (haciendo pareja con a Lionel Cox), y el quinto lugar en Londres 1948, en persecución por equipos. Ganó una medalla de plata en el Campeonato Mundial de Ciclismo en Pista de 1951, en la prueba de velocidad individual.
Murió atropellado por un autobús mientras disputaba el Tour de Gippsland, en septiembre de 1958.

## Medallero internacional
| Juegos Olímpicos   | Juegos Olímpicos     | Juegos Olímpicos | Juegos Olímpicos         |
| Año                | Lugar                | Medalla          | Competición              |
| ------------------ | -------------------- | ---------------- | ------------------------ |
| 1952               | Helsinki (Finlandia) | Medalla de oro   | Tándem                   |
| 1952               | Helsinki (Finlandia) | Medalla de oro   | 1 km contrarreloj        |
| Campeonato Mundial |                      |                  |                          |
| Año                | Lugar                | Medalla          | Competición              |
| 1951               | Milán (Italia)       | Medalla de plata | Velocidad individual (A) |

## Palmarés en pista
- 1950
  - Campeón de los Juegos de la Commonwealth de la prueba de velocidad 
  - Campeón de los Juegos de la Commonwealth de la prueba del kilómetro 
  - 2.º de los Juegos de la Commonwealth de la prueba de persecución
- 1951
  - Plata al Campeonato del Mundo amateur en velocidad
- 1952
  - Campeón olímpico del kilómetro 
  - Campeón olímpico de tándem (con Lionel Cox) 
  - 1.º en el Gran Premio de París en velocidad
  - 1.º en el Gran Premio de París en velocidad amateur
- 1953
  - 1.º en el Gran Premio de París en velocidad amateur
- 1955
  - 1.º en los Seis días de París (con Reginald Arnold y Sid Patterson)

## Palmarés en ruta
- 1947
  - Campeón de Australia en ruta amateur
- 1955
  - 1.º en el Tour de Vaucluse
- 1956 
  - Campeón de Australia en ruta 
  - Vencedor de una etapa al Tour de Tasmania
- 1957 
  - Campeón de Australia en ruta 
  - 1.º en el Herald Sun Tour
  - 1.º en el Tour de Tasmania y vencedor de 4 etapas
- 1958 
  - Campeón de Australia en ruta